# Harry Guttman
 (août 2024).
Si vous disposez d'ouvrages ou d'articles de référence ou si vous connaissez des sites web de qualité traitant du thème abordé ici, merci de compléter l'article en donnant les références utiles à sa vérifiabilité et en les liant à la section « Notes et références ».
Harry Guttman (né à Bucarest en 1933) est un peintre roumain, aujourd'hui naturalisé israélien.
Harry Guttman commence ses études artistiques en Roumanie, à l'institut Nicolae Grigorescu en 1960 dans la spécialité dessin et gravure, sous la direction de peintres comme Marcel Janco, Jacques Herold ou Victor Brauner[réf. nécessaire]. Il expose pour la première fois à l'Académie roumaine des Beaux Arts en 1963, et remporte des concours internationaux à partir de 1966. 
Il émigre en Israël en 1974, et devient plus actif encore, exposant en Europe et en Amérique du Nord. Ses œuvres, figuratives et cubistes, très influencées par Matisse, Sonia Delaunay et Klee, abordent principalement trois thèmes : les femmes, la danse et la ville, en particulier Paris.   